# Izaak Komnen (1155–1195 lub 1196)
Izaak Komnen (także: Komnenos lub Comnenus (gr.: Ισαάκιος Κομνηνός, Isaakios Komnēnos), (ur. 1155 zm. 1195 lub 1196) – władca Cypru od 1184 do 1191. 

## Życiorys
Był mniej znanym członkiem rodziny Komnenów, która rządziła Cesarstwem Bizantyjskim. Był synem nieznanego z imienia Dukasa Kamaterosa i Ireny Komneny. Jego dziadkami od strony ojca byli sebastokrator Izaak Komnenos i jego pierwsza żona - Teodora. Swoje imię odziedziczył po dziadku od strony matki - trzecim synu cesarza Jana II i Piroski Węgierskiej. Jego ciotkami były: Maria Komnena, królowa Węgier i Teodora Komnena, królowa Jerozolimy. To właśnie Teodorze udało się przekonać cesarza Andronika, aby zapłacił okup za siostrzeńca, kiedy ten jako były bizantyjski zarządca Izaurii został pojmany w Armenii). 
Andronik żałował później swojej decyzji, ponieważ w 1185 Izaak przejął kontrolę na Cyprze, potem udało mu się uniezależnić wyspę od Bizancjum. Utracił władzę, kiedy wyspa w 1191 została podbita przez Ryszarda Lwie Serce podczas III wyprawy krzyżowej.